# Ceropegia noorjahaniae
Ceropegia noorjahaniae är en oleanderväxtart som beskrevs av M.A. Ansari. Ceropegia noorjahaniae ingår i släktet Ceropegia och familjen oleanderväxter. Inga underarter finns listade i Catalogue of Life.